# Epinephelus morrhua
Epinephelus morrhua, thường được gọi là cá mú dây, là một loài cá biển thuộc chi Epinephelus trong họ Cá mú. Loài này được mô tả lần đầu tiên vào năm 1833.

## Phân bố và môi trường sống
E. morrhua có phạm vi phân bố rộng rãi ở Ấn Độ Dương và Tây Thái Bình Dương. Ở Ấn Độ Dương, loài này được tìm thấy từ Biển Đỏ và biển Ả Rập, dọc theo bờ biển Đông Phi, từ Nam Somalia đến Nam Phi; bao gồm Madagascar, bờ đông và nam Ấn Độ, và các quần đảo, nhóm đảo nằm trong Ấn Độ Dương. Ở Thái Bình Dương, loài này được tìm thấy rải rác ở quần đảo Mã Lai và một số các quần đảo thuộc 3 tiểu vùng: Melanesia, Micronesia, Polynesia; phía bắc có mặt ở Nam Nhật Bản; phía nam đến rạn san hô Great Barrier. Tại Việt Nam, E. morrhua được ghi nhận từ Phú Yên trở xuống Ninh Thuận, quần đảo Hoàng Sa và quần đảo Trường Sa. Cá trưởng thành sống xung quanh các rạn san hô và các bãi đá ngầm ở độ sâu khoảng từ 80 đến 370 m trở lại; cá con sống ở vùng nước nông hơn (16 m trở lại).

## Mô tả
E. morrhua trưởng thành có chiều dài cơ thể lớn nhất được ghi nhận là 100 cm và trọng lượng tối đa được ghi nhận là khoảng 10 kg. Thân thuôn dài, hình bầu dục. Loài này thường bị nhầm lẫn với Epinephelus radiatus, Epinephelus poecilinotus và Epinephelus tuamotuensis. Các nhà nghiên cứu đã đề nghị xếp E. morrhua vào chi Mycteroperca.
Số gai ở vây lưng: 11; Số tia vây mềm ở vây lưng: 14 - 15 Số gai ở vây hậu môn: 3; Số tia vây mềm ở vây hậu môn: 8; Số gai ở vây bụng: 1; Số tia vây mềm ở vây bụng: 5.
Thức ăn của E. morrhua là các loài động vật giáp xác, động vật thân mềm và các loài cá nhỏ hơn. Chúng được đánh bắt trong nghề cá.